# テコテック
株式会社テコテック（英: Tecotec inc.）は、デジタルコンテンツの開発、証券・金融決済系のインターネットサービスを行っている日本の企業である。

## 概要
主にデジタルコンテンツの開発を手がけているが、2012年頃からFXのシグナル配信サービスやブロックチェーンなど、Fintech関連の開発を多数手かげている。最近では株式売買管理アプリ「カビュウ」の開発・運営を手がけている。アスリートのマネジメントの実績もあり、リオ五輪の金メダリストのバドミントン選手 松友美佐紀 やミクシィのXFLAGに所属の女子競泳選手 松本弥生が所属していた。ミッションとして『知恵と創造により社会に貢献する』を掲げている。

## 沿革
- 2013年11月 - R&Dセンターを開局
- 2014年
  - 1月 - 金融事業本部 開局
  - 4月 - ソーシャルゲーム『ロストクルセイド』を開発
半年後に月商1億円突破
- 2015年
  - 9月 - 無料音楽視聴アプリ『Juicy Music』を開発
  - 10月 - 資本金5000万円に増資
- 2016年
  - 8月 - VRでスポーツ選手の新トレーニング『知覚運動神経を鍛えるVRトレーニング』の提供を開始[2]
  - 9月 - 第三者割当を実施、資本金 1億7150万円
  - 11月 - 子会社 株式会社東京ビットコイン取引所[3]を設立
- 2017年
  - 1月 - テコセンター 多摩センター店をオープン[4]
  - 5月 - バドミントン選手である松友美佐紀とのマネジメント契約を締結[5]
  - 11月 - 株式管理サービス『マイトレード』(正式版)の提供を開始[6][7]
  - 12月
    - 東京ビットコイン取引所が暗号資産交換業を取得
    - 東京ビットコイン取引所をDMM FX Holdingsに株式を譲渡[8]
- 2018年
  - 第三者割当を実施、資本金等 約6億円[9]
  - 12月 - 競泳自由形選手である松本弥生とのマネジメント契約を締結[10]
- 2019年
  - 1月 - 証券口座運用総額が2000億円に到達
  - 3月 - 予約管理及びチケット販売システム『ムーミン物語「メッツァ」』を開発
  - 9月 - 株式管理サービス『マイトレード』の利用者数が9万人を突破
- 2020年
  - 4月
    - 株式管理サービス『マイトレード』サービス提供を終了
    - 第三者割当を実施、資本金等 約12億円

  - 5月 - ブロックチェーン連動型ゲーム『JobTribes』を開発[11]
  - 7月
    - 国際規格「ISO / IEC2700」(情報管理) 認証を取得
    - 投資管理サービス『カビュウ』の運用を開始
    - 資本金額減少手続きを実施、約9.5億円
    - 『角川ミュージアム』へ決済認証システム『RAP』を導入

  - 11月
    - 一般社団法人Fintech協会 に加入[12]

  - 12月
    - Youtubeチャンネル『株式トレードミル』を開設
    - オンライン診療アプリ『Door.』を開発
    - 弁護士相談アプリ『弁護士トーク』の「LIVE相談」機能を開発
    - 一般社団法人日本暗号資産ビジネス協会へ加入[13]
- 2021年
  - 3月
    - 本社を北青山に移転[14]
    - 完全無料でNFT（Non-fungible token）を発行することが出来るサイト『ヌフヌフヌフター（nfnfNFTer）』の提供を開始[15]

  - 4月 - 『カビュウ』の大規模リニューアル[16]
- 2022年
  - 1月 - 『ヌフヌフヌフター（nfnfNFTer）』がPolygon（MATIC）とBinance Smart Chainに対応を開始
  - 4月
    - NFTかんたん導入パッケージ『Spize＋』の提供を開始
    - 完全無償クラウド型在庫管理WMS『Spes(スペース)』へ技術を提供

  - 5月 - 『トランポリンパーク・トランポランド』へ予約管理及び現地認証システム『RAP』を導入
  - 6月 - 『カビュウ』UIを大幅アップデート
  - 8月 - Web3.0領域でSBI証券、コーエーテクモなど約6億円の第三者割当を実施
  - 9月
    - Web3.0開発者向けNFT特化型SaaS『Spize』に地図システムを導入
    - ジオテクノロジーズ社と資本業務提携
    - 『カビュウ』SBIネオトレード証券への対応を開始
    - 「スクーターランド埼玉」へ非接触型チケット販売管理システム『RAP』導入

  - 10月
    - 全国旅行支援向け宿泊施設予約・クーポン発行サービス『SSTAYNAVI®︎(ステイナビ®︎)』に決済認証システム『RAP』を導入
    - 『B Dash Camp 2022 Fall in Fukuoka』のプラチナスポンサーとして協賛し/ブースへの出展及びセッションへに登壇
    - タレントの「ホラン千秋」さんを起用した『カビュウ』のテレビCMを放映

  - 12月
    - 学生ブロックチェーンハッカソン『Blockchain Hackathon for students』の審査員として代表取締役の釣崎宏が参加
    - FT/NFTかんたん導入パッケージ「Spize+」で2.5次元俳優の植田圭輔のイラストをNFT化
- 2023年
  - 2月
    - 「オルタナティブデータEXPO 2023」への出展
    - 『月刊レジャー産業資料』に『RAP』について掲載

  - 3月
    - 「夢叶えるプロジェクト2023」のパネルディスカッション「第三次AIブームの現在‐ChatGPTは社会インフラになり得るか‐」のモデレーターとして登壇
    - 国内最大級のエンタメビジネスコンテスト「夢叶えるプロジェクト ビジネスアワード2023」授賞式の審査員として参加
    - 日本最大規模の投資家イベント「投資戦略フェアEXPO 2023」への協賛及びブース出展(カビュウ)

  - 4月
    - 世界的ハッカソンイベント「ETH Global」出場
    - ニコニコの新NFTマーケットプレイス「NicoFT」へのNFTソリューション提供
    - Mt.SQUAREのWEB3.0サービス「JOREN」のウォレットの構築を支援
    - 『B Dash Camp 2023 Spring in Sapporo』のゴールドスポンサーとして協賛/ブースへの出展/セッションへの登壇
    - 「鴨川シーワールド」への予約管理及び現地認証システム『RAP』導入

  - 5月
    - 歯の治療かんたんメモアプリ「DentalDiary」へ技術提供
    - 「虎ノ門サミット」への登壇

  - 6月
    - 『カビュウ』が日経マネーに掲載される
    - Web3.0×カルチャー『WakuWaku CLUB – Web5』へ登壇

  - 7月
    - Web3.0ソリューション SBT会員権/会員証「Spize PASS」の提供開始
    - エンタメ施設向け総合支援 チケット販売管理システム『RAP』新機能拡充

  - 8月
    - 市場調査レポート『2023 DX／Web3.0を実現するデジタルテクノロジーの将来展望』への取材協力
    - 『カビュウ』“投資家の集合知”へのアクセスが可能な限定プラン「カビュウダイヤモンド」を提供開始
    - Web3.0エンターテイメント『KAMITSUBAKI CITY UNDERGROUND 』へ〈3マッチパズルエンジン〉技術提供

  - 9月
    - 「イオンラウンジ」へチケット販売管理システム『RAP』のカスタマイズ開発技術提供
    - ミライの天職を見つける転職・お仕事メディア『ミライのお仕事』へ掲載

  - 10月 - SAKURA UNITED PLATFORM PTE.LTD.発行の『SUPトークン』へ技術提供
  - 11月 - 「Blockchain Hackathon for students 2023」へスポンサー及びメンターとして参加
  - 12月
    - 『カビュウ』全機能のアップデートを瞬時に把握できる「ダッシュボード」機能を実装
    - 「Students Web3 Summit 2023」パネルトーク参加
    - 「web3BB Tokyo 2023」モデレーター、スピーカーとして参加
    - 『カビュウ』利用中の投資家の運用資産総額が1兆円に到達
- 2024年
  - 2月
    - 「第9回 FinGATE Campus」へパネラーとして登壇
    - 「NIKKEI LIVE FinTech3.5 Plus」へ出演

  - 3月
    - BCG開発を支援する「Spize＋」に生成AI連携機能を搭載
    - 本社を渋谷に移転

  - 4月 - ブロックチェーン技術を利用したシステム特許取得完了
  - 5月 - 「神戸須磨シーワールド」へ『RAP-ラップ-』導入
  - 6月
    - 「Students Web3 Summit 2024 Spring」へパネリストとして登壇
    - 「日経マネー」に『カビュウ』について掲載
    - 『月刊レジャー産業資料』に『RAP』について掲載
    - 『カビュウ』にて新コンテンツ「カビュウNISA」提供開始

  - 7月
    - 「第2回 レジャー&アミューズメントEXPO」へ『RAP-ラップ-』出展
    - 光線力学療法（PDT）のための治療計画支援プログラム開発へ技術提供

  - 9月
    - 『ゆるキャン△ 〜ぱずるキャンプ〜』へ〈3マッチパズルソリューション〉技術提供
    - 『デキる猫は今日も憂鬱〜デキる猫はパズルもデキる〜』へ〈3マッチパズルソリューション〉技術提供

  - 10月
    - チケット直販管理システム『チケチョク』先行公開
    - 「株式取引管理システム」に関する特許を取得完了
    - 『カビュウ』Web決済・年額プラン・ポイント還元サービス導入
    - 『カビュウ』「アドバンスト配当管理」機能リリース

  - 11月 - 『エンターテインメントビジネス』に『チケチョク』について掲載
  - 12月 - 公式ブログ『TECOTEC++blog』開設
- 2025年
  - 2月 - チケット直販管理システム『チケチョク』提供開始
  - 6月 - 「ネスタリゾート神戸」プール有料席の座席指定予約へ『RAP-ラップ-』導入
  - 7月 - 「BPR事業部」新設

## 事業
- 決済認証システム

チケット販売管理システム/決済認証/ビデオ通話
- 証券フロンティア

株式投資 管理･分析アプリ/証券口座照会系取得システム
- 暗号資産 /ブロックチェーン

ブロックチェーンゲーム開発/カスタムトークン発行システム/暗号資産ウォレットシステム/開発コンサルティング
- デジタルコンテンツ

アプリ開発/AI会話エンジン/クリエイティブ制作
- BPR（業務改革）支援

IT課題解決⽀援/事業開発⽀援/BPO総合⽀援/CX/UX実装⽀援/リモートスタッフサービス
- マーケティング

プロモーション マーケティング コミュニティディベロップ/ライツマネジメント

## 製品・サービス

### プロダクト
- エンタメ施設向けチケット販売管理システム「RAP」
- チケット直販管理システム「チケチョク」
- Web3.0トータルソリューション「Spize」
- Web3.0ソリューション SBT会員権/会員証「Spize PASS」
- DAO（分散型自立組織）組成支援
- 完全無料でNFTを自分で発行できる「ヌフヌフヌフター」
- 株式投資 管理・分析アプリ「カビュウ」
- 証券専用スクレイピング基盤システム「CRITTER」

### アプリ
- 無料で音楽聴き放題!!『Juicy Music』聴くほどお得!!　※サービス終了※
- 『T×DOLBY MUSIC PLAYER』　※サービス終了※
- 『マイトレード』　※サービス終了※

- 株式投資管理・分析アプリ『カビュウ』
- 『よりみちしわ-岩手県紫波町お散歩アプリ』
- 住民総合ポータルアプリ『しわなび-岩手県紫波町公式アプリ』
- 『みんかぶアセットプランナー』（CRITTER）
- NFT Marketplace by DEP（Spize）
- 資産管理ツール『ヌフヌフヌフター』（nfnfNFTer）
- ぴったりの弁護士に出会い直接相談できる『弁護士トーク』　※サービス終了※
- 日本最大級の医師ネットワークにつながるプラットフォーム『Door.』
- サプライズ＆ソーシャルリターン型コミュニケーションプラットフォーム『heyhey』　※サービス終了※
- 自宅でできる血液検査サービス『ketsuken』　※サービス終了※
- 歯の治療かんたんメモアプリ「DentalDiary」
- オールメディア・スクールアイドル応援活動アプリ「Link！Like！ラブライブ！」

### WEBサイト
- 『お花ありがとう(ウェブ版)』 - サービス終了
- 『SUPERGA』オフィシャルオンラインストア - サービス終了
- 『AND1』オフィシャルWEBサイト - サービス終了
- 『AND1』オフィシャルオンラインストア - サービス終了

- 『CaSpo（キャスポ）』スポーツ専門アスリート派遣サイト
- 『角川武蔵野ミュージアム』の予約管理及び現地認証システム開発
- 『Spes（スペース）』システム開発
- 『株式会社トレーニー』コーポレートサイト
- 『株式会社メイクス RECRUITING SITE』
- 『IN THE PAINT』オフィシャルWEBサイト
- 『BENCH WARMER』オフィシャルWEBサイト
- 『Tokyo健康ウオーク』イベントサイト
- 『MURASAKI SHONAN OPEN』オフィシャルウェブサイト
- 『Cure WorldCosplay』COT用ウォレットシステム
- 「鴨川シーワールド」への予約管理及び現地認証システム『RAP』
- 「神戸須磨シーワールド」への予約管理及び現地認証システム『RAP』
- WEB3.0サービス「JOREN」のウォレット
- ニコニコの新NFTマーケットプレイス「NicoFT」

### ゲーム制作
- 『コウペンちゃん はなまる日和 』 - サービス終了
- 『NBAドリームチーム』 - サービス終了
- 公式バスケゲーム『日本バスケ頂上決戦』 - サービス終了
- 『いいずなラボ【教科書版】』 - サービス終了
- 『ちゃぶQ ～おやじの知恵袋～』 - サービス終了
- 『鍵と魔法とルーレット』 - サービス終了
- 姫君製造RPG『あまひめ！』 - サービス終了
- 『ロストクルセイド』 - サービス終了
- 職業をテーマにしたトレーディングカードバトルゲーム『JobTribes』
- 『ねこ島日記 』
- 『いいずなラボ 【参考書・問題集版】』
- 『3D Anime Puzzle』
- 『KUROUTO.ACT』
- 『KAMITSUBAKI CITY UNDERGROUND 』
- 『ゆるキャン△ 〜ぱずるキャンプ〜』
- 『デキる猫は今日も憂鬱〜デキる猫はパズルもデキる〜』

### DSソフト
- 『ジャカジャカミュージック』

## 加盟団体
- 一般社団法人日本 STO協会 賛助会員
- 一般社団法人日本暗号資産ビジネス協会 ( J C B A )
- 一般社団法人 F i n t e c h 協 会 ( F A J )
- 一般社団法人オルタナティブデータ推進協議会 ( J A D A A )